# وسط فيتنام
وسط فيتنام (بالفيتنامية:Trung Bộ أو miền Trung)، المعروف أيضًا باسم فيتنام الوسطى أو الوسطى، والمعروف سابقًا باسم ترونج كي (Trung Kỳ) بواسطة فيتنام الجنوبية، هي إحدى المناطق الجغرافية الثلاث داخل فيتنام.

مناطق فيتنام.